# McFarlane Toys
McFarlane Toys è una società statunitense, sussidiaria della Todd McFarlane Productions Inc., che produce giochi e giocattoli. La società venne fondata nel 1994 dal fumettista Todd McFarlane e produce modelli altamente dettagliati di personaggi cinematografici e televisivi, dei fumetti, storici, musicali, videoludici e sportivi.

## Storia
Nel 1994 Todd McFarlane collaborava con la Mattel per produrre delle action figure basate sui personaggi dei suoi fumetti. Quando le due parti non trovarono un accordo, McFarlane decise di fondare la propria compagnia di giocattoli. Originariamente chiamata "Todd's Toys", la società prese la denominazione attuale nel 1995 dietro pressioni della Mattel, che temeva il nome della nuova azienda avrebbe potuto essere confuso con il nome del fratello minore della bambola Barbie, da loro prodotto.
La produzione iniziò con una linea di action figure basate sul fumetto di Spawn, per poi espandersi a molti altri brand quali "The Simpsons" e "Movie Maniacs" (linea che comprendeva action figure di svariate icone horror come Freddy Krueger, Jason Voorhees, Michael Myers, Norman Bates, Leatherface, ecc...), oltre a statuine di celebri giocatori di basket e baseball, e personaggi dei videogiochi (Soulcalibur, Onimusha e Metal Gear Solid). Una delle più recenti e fortunate linee di giocattoli è quella dedicata alla serie televisiva The Walking Dead.
Discorso a parte merita le serie di action figure dedicata a partire dal 1997 a celebri icone della musica rock quali Kurt Cobain, KISS, The Beatles (in versione cartoni animati di Yellow Submarine), Rob Zombie, Alice Cooper, Ozzy Osbourne, Metallica, Slash, Iron Maiden, Jimi Hendrix, Freddie Mercury ed Elvis Presley.
La caratteristica principale dei prodotti, oltre al grande dettaglio e attenzione ai particolari, fu un taglio "più adulto" della action figure stesse, indirizzate maggiormente ad un pubblico di collezionisti piuttosto che a bambini.

## Controversie
Nel corso degli anni, la McFarlane si è attirata anche parecchie critiche per l'efferatezza di alcune action figure con rappresentazione di torture, mutilazioni, bondage e sangue. Classico esempio fu la serie 6 Faces of Madness, che raccoglieva alcuni dei più crudeli personaggi della storia come Jack lo squartatore, Attila, Erzsébet Báthory, Vlad Tepes, Rasputin, e Billy the Kid.
Alcuni prodotti sono stati anche fatti oggetto di boicottaggi per le tematiche trattate, come l'articolo "Death Row Marv", raffigurante il personaggio principale della graphic novel Sin City seduto su una sedia elettrica, e con un interruttore che permette agli acquirenti di "giustiziare" il personaggio. Altro caso, fu l'action figure di Austin Powers, criticata per il linguaggio scurrile che poteva essere emesso dal giocattolo, ed è scritto sulla confezione.